# Walkman

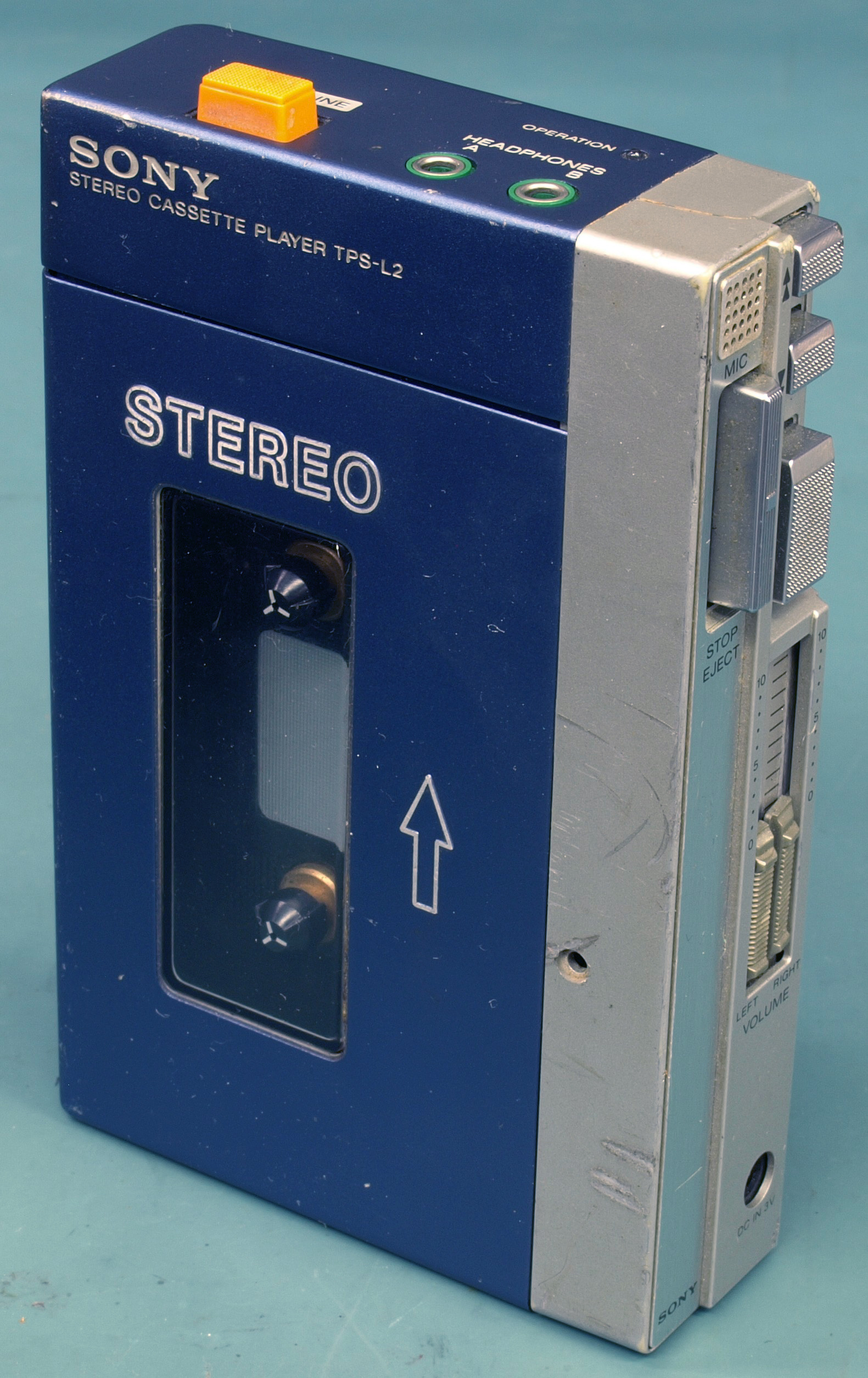
Primeiro modelo do Walkman, o TPS-L2 de 1979.

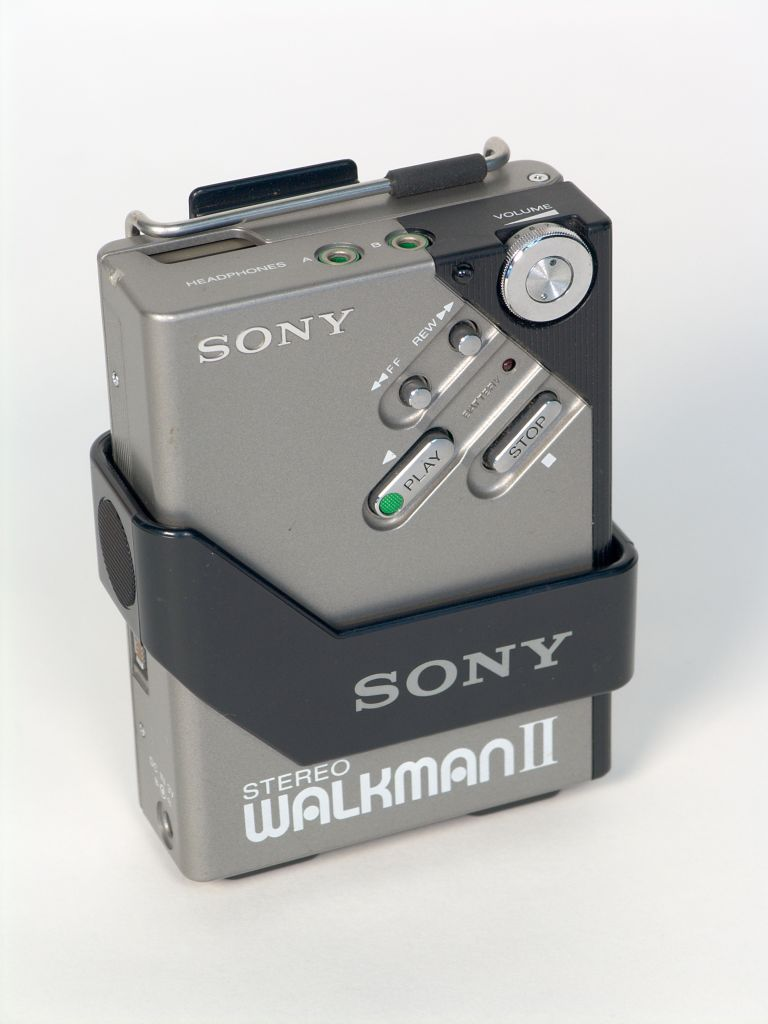
Walkman II

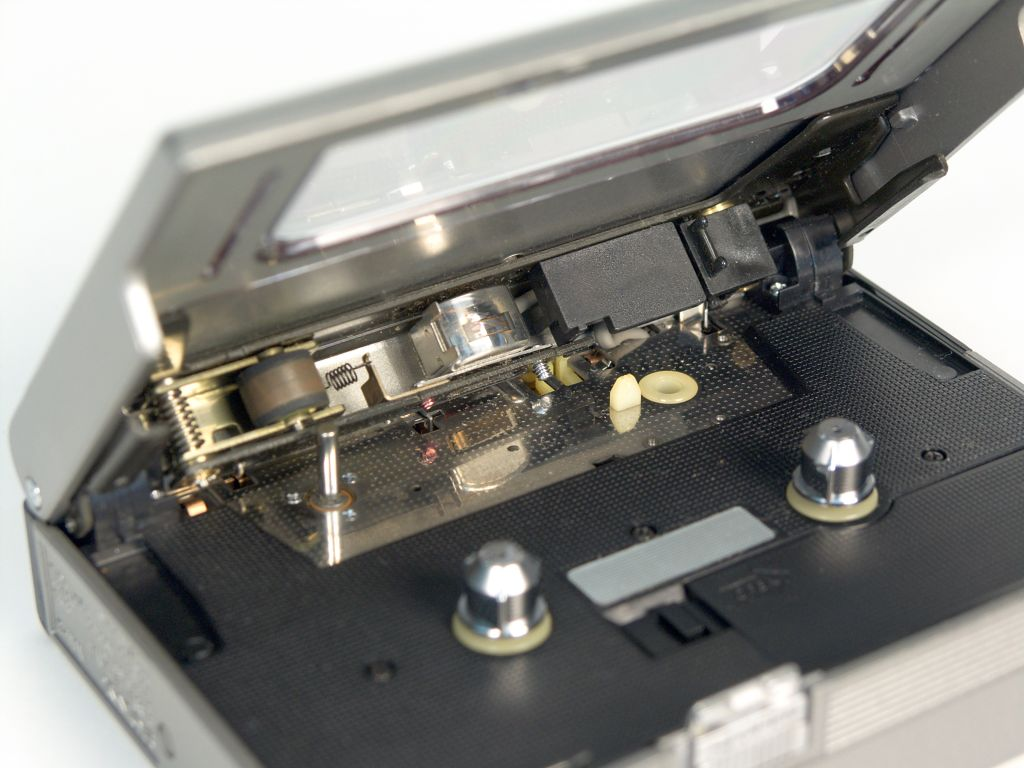
Interior of a Walkman II

Walkman® é uma marca popular de uma série de tocadores ou leitores de áudio portáteis pertencente à Sony. O termo Walkman também é utilizado para se referir a aparelhos portáteis similares de reprodução de áudio estéreo de outros fabricantes. Com sua chegada, costuma-se dizer que mudaram os hábitos musicais, uma vez que cada pessoa pode carregar e ouvir seus sons preferidos e, principalmente, sem incomodar outras pessoas. Em março de 2007, a Sony prolongou a marca para Walkman Video, para lançamento do NW-A800, primeiro tocador portátil Walkman que reproduz vídeos flash.
O Walkman original foi criado em 1979 no Japão e levava o nome de Soundabout, no exterior. Foi criado pelo coordenador do setor de áudio da Sony Nobutoshi Kihara para um dos sócios da empresa, Akio Morita, que queria escutar ópera durante seu trabalho desgastante. Morita odiou o nome Walkman e pediu para ser alterado. Mas uma campanha de divulgação com o nome Walkman já tinha sido iniciada e alterá-lo sairia demasiado caro.
Quando o primeiro aparelho ficou pronto, em abril de 1979, os vendedores não ficaram muito entusiasmados com a ideia e afirmaram que o Walkman venderia pouco. Akio Morita que acreditava no novo produto, então, propôs um desafio: se o Walkman não vendesse pelo menos 100 mil unidades em seus dois primeiros anos de mercado, ele renunciaria à presidência da Sony. Akio ganhou a aposta e naquele período cerca de 1,5 milhões de tocadores de áudio Walkman foram vendidos entre 1979 e 1981.

## História e design

### Walkman Cassete
O Walkman original azul e prateado, modelo TPS-L2, foi colocado à venda no Japão em 1 de julho de 1979. No Reino Unido recebeu estereofonia (estéreo) e duas entradas para minifones, permitindo a duas pessoas ouvirem o mesmo aparelho ao mesmo tempo (embora fosse vendido com apenas um par de fones de ouvido). Também recebeu um botão chamado pressman, que ativava um microfone interno e cancelava parcialmente o som da fita cassete e permitindo o usuário falar sobre a música reproduzida. As duas entradas e o botão pressman foram excluídos do segundo modelo de Walkman.
Alguns aparelhos também possuem a capacidade de gravação. O Sony Walkman de maior qualidade de gravação foi o Walkman Professional WM-D6C, introduzido em 1984, de capacidade comparável com as de gravadores de cassete de sistemas não-portáteis. Incomum para um dispositivo portátil, o Walkman profissional teve medidores brilhantes do nível de gravação e que permitia-lhes o controle manual. Sua alimentação se dava por quatro pilhas AA ou corrente contínua elétrica local. Foi muito utilizado por jornalistas e desenvolveu um elo com entusiastas de som de alta fidelidade. Pouco comum para consumidores de produtos eletrônicos, esteve em produção, inalterada, por 20 anos. Um disco compacto de Henry Rollins foi gravado utilizando apenas um Walkman Pro.

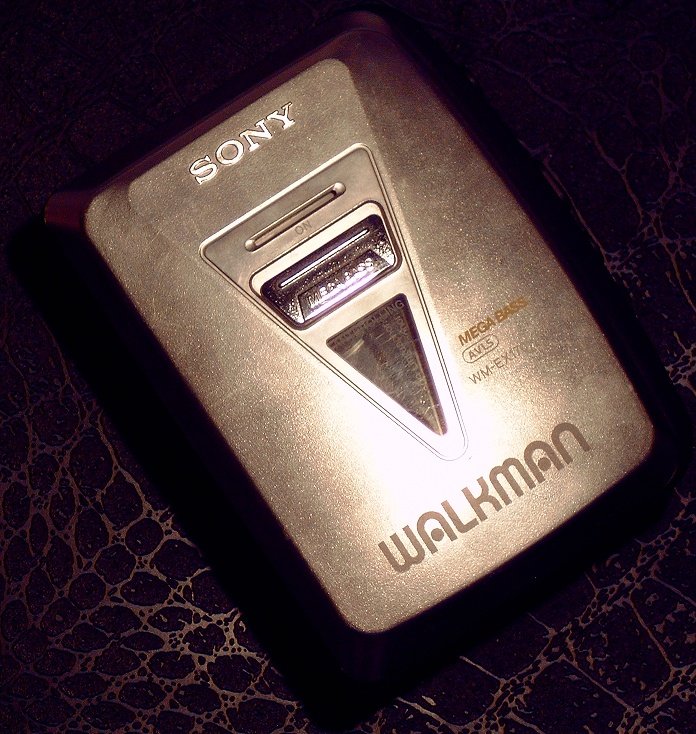
Walkman WM-EX170 (1998)

Em uma competição feroz, primeiramente com Toshiba (Walky), Aiwa (CassetteBoy) e Panasonic, na década de 1980, a Sony atualiza o Walkman para o modelo WM-DD9 que apenas reproduz músicas. Lançado em 1989, durante o 10º aniversário do Walkman. É o único Walkman da história auto-reverso a usar dois motores e sistema de movimentação de disco similar para assegurar uma velocidade exata para os dois lados da fita cassete (somente um motor opera por momento, dependendo do lado da fita cassete que está sendo executado). O consumo de bateria também foi reduzido requerendo apenas uma pilha AA para funcionamento; adaptador para corrente contínua local opcional. É também equipado com uma cabeça de amorfa apertada que obtinha uma escala de frequência entre 20 e 20 000 Hz.
Na década de 1990, as fitas cassete foram, de modo geral, "passadas para trás" pelas emergentes tecnologias digitais, como CD, DAT e MiniDisc. Após 2000, os leitores de áudio portátil Walkman (e similares) que utilizam fita cassete tiveram suas produções reduzidas expressivamente.
O fim do fabrico do Walkman foi anunciado no dia 22 de Outubro de 2010. Nos 30 anos da sua existência, o Sony Walkman vendeu cerca de 200 milhões de unidades.

### Walkman CD (Discman)

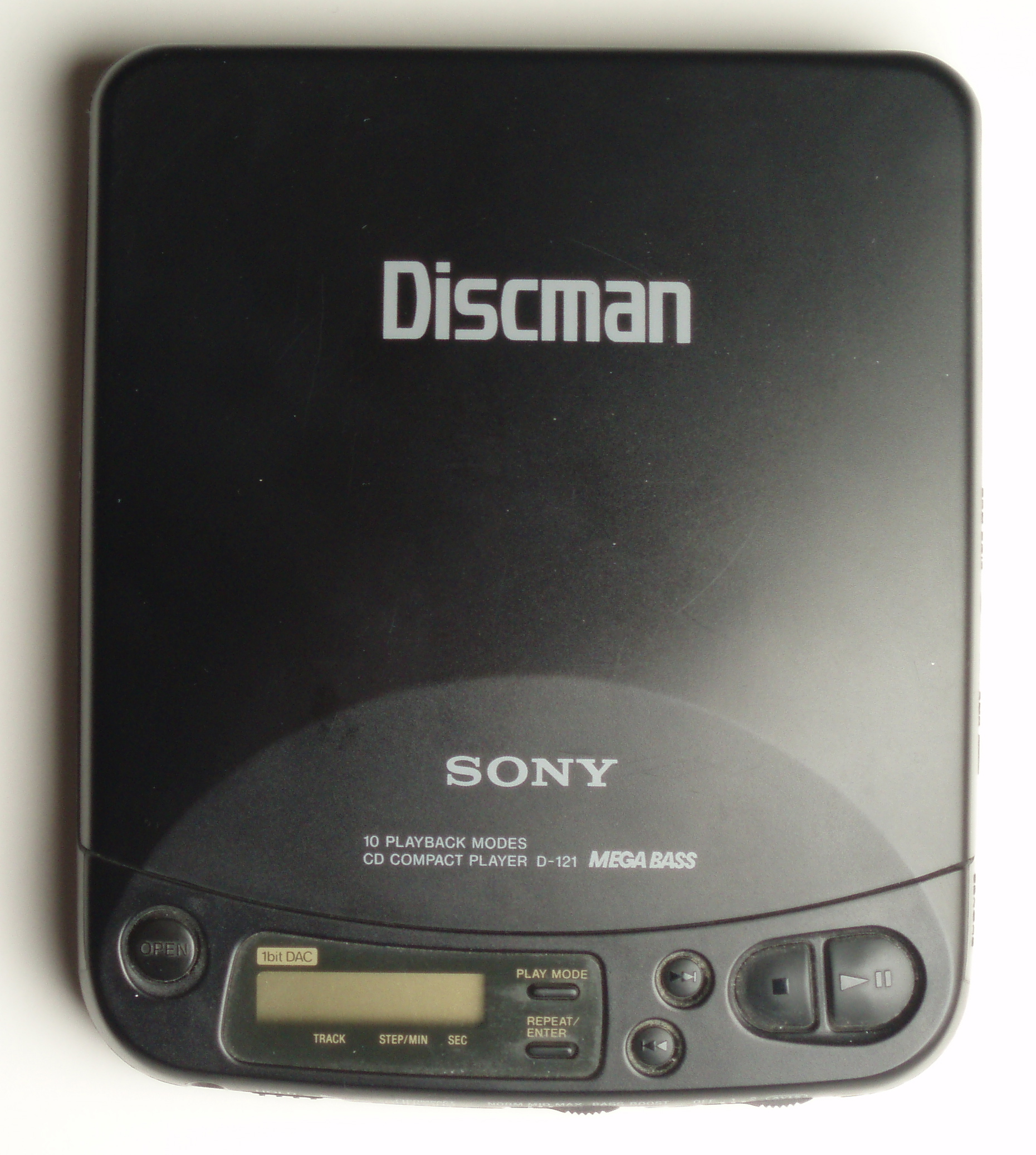
Sony Discman D121 (2001)

O primeiro Walkman baseado em CD foi lançado em 1984 e teve sua expansão mundial nos anos 1990: modelo D-50 (D-5 em alguns mercados). Foi oficialmente chamado Discman, nome, assim como Walkman, utilizado para se referir a outros tocadores do mesmo tipo. Nos últimos anos, a Sony deixou de lado a marca Discman e passou a nomear todos os tocadores pessoais com a marca Walkman.
Tocadores mais recentes dispõem do recurso ESP (Electronic Skip Protection), que faz uma leitura prévia das faixas do CD e salva-as na memória on-board criando uma forma de amortecedor para evitar que o CD pare momentaneamente de ser executado enquanto o tocador é movido. Esta tecnologia recebeu o nome de G-Protection e traz uma área de memória maior, fornecendo a proteção adicional ao saltar.

### Walkman MiniDisc

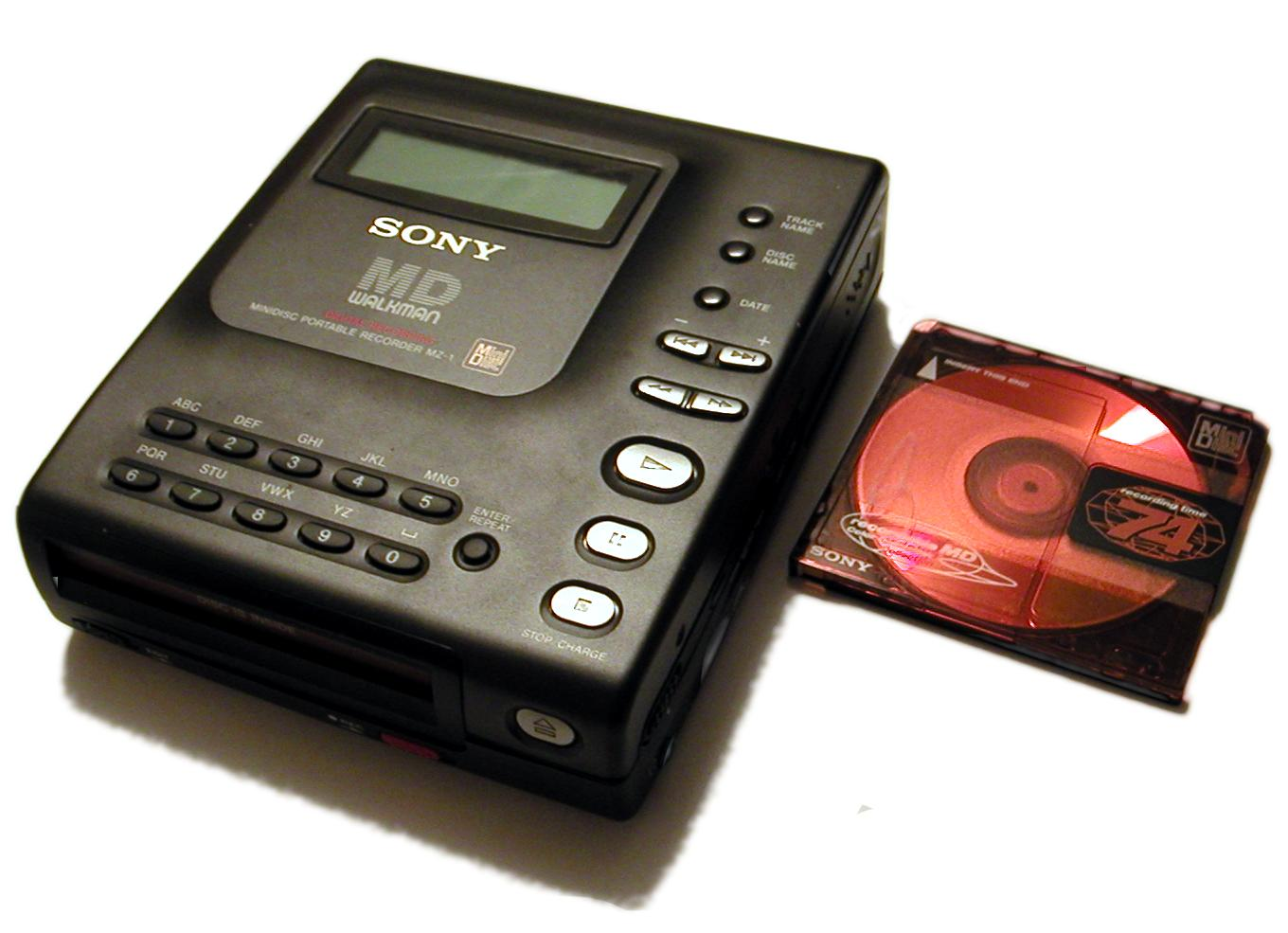
MiniDisc MZ1 (1992)

Quando foi lançado em 1992, o MiniDisc era comparável a um mini CD, capaz de armazenar até 74 minutos de música com uma qualidade de áudio quase próxima à de um CD e medindo apenas dois terços do tamanho de um CD normal. Hoje os MDs podem salvar músicas em forma de dados e reproduzi-las com qualidade similar à de um CD.
Os MiniDiscos possuem uma camada de plástico que protege a superfície do disco de poeiras. Os Walkman MiniDisc podem gravar músicas de uma fonte digital ou analógica, como o áudio ao vivo de sua entrada de microfones. A primeira unidade colocada à venda, modelo MZ-1, era relativamente grande demais para um tocador de bolso. O modelo sucessor, MZ-R2, e os posteriores, porém, são absolutamente compactos, sendo os tocadores pouco maiores que os discos em si.
As melhorias dos leitores portáteis Walkman de MinDisc foram feitas gradualmente com o passar dos anos. A adição do codec MDLP (MiniDisc LongPlay) aumenta em até quatro vezes a possibilidade de armazenamento máximo de músicas em um MD, porém, com alguma perda na qualidade do áudio. Em 2004, foi introduzido o Hi-MD, que permite que arquivos de computador com qualidade de CD fossem gravados nos discos pela primeira vez. Em 2005, a Sony ameniza as restrições em seu software SonicStage para permitir transferências digitais do computador para o MD e vice-versa.
Em 2011 a Sony colocou um ponto final na produção do MiniDisc Walkman devido à crescente queda na procura.

#### NetMD

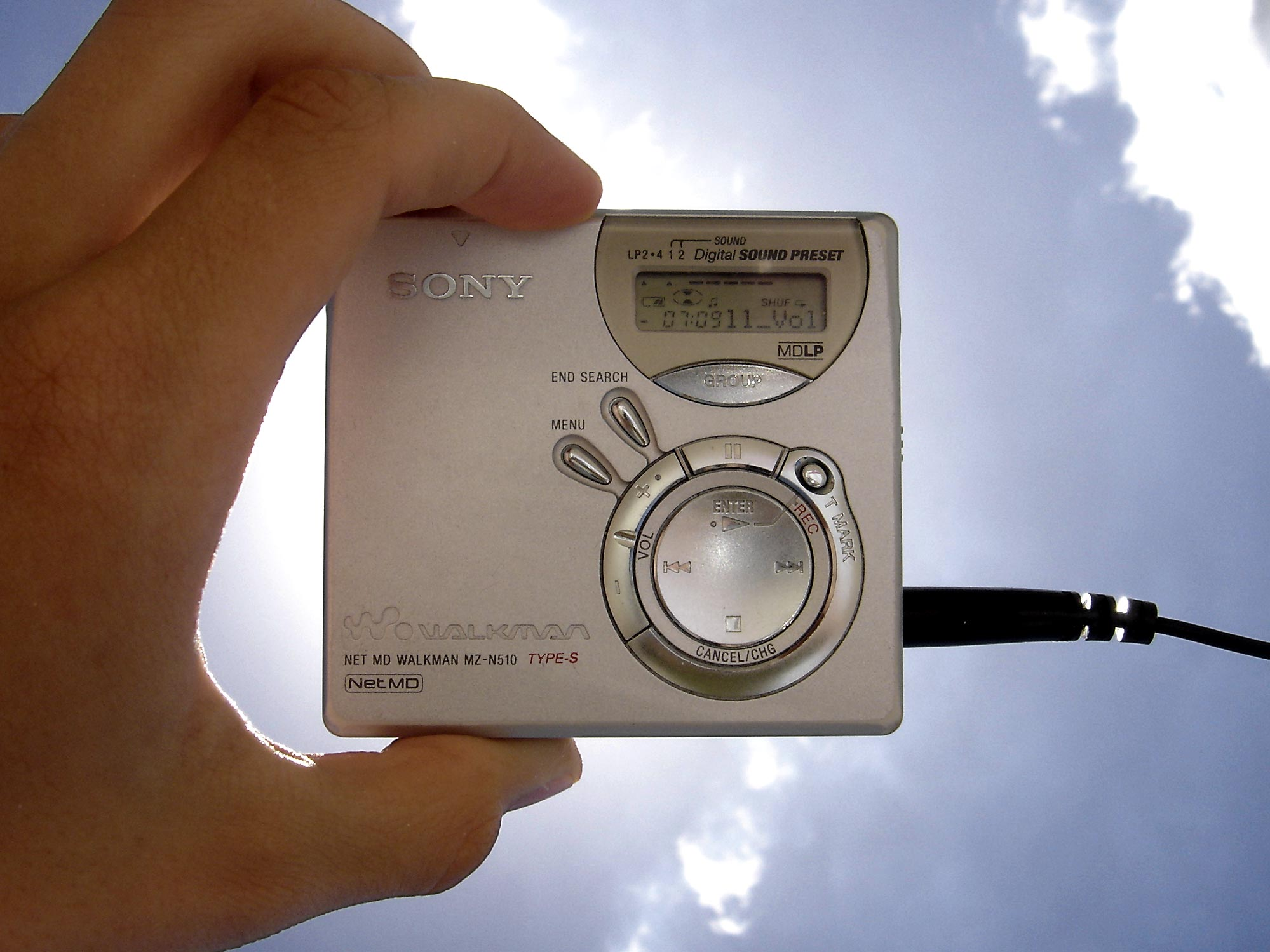
Net MD MZ N510 (2004)

A Sony expandiu as possibilidades de um MiniDisc com o lançamento do NetMD (NetworkMD). Estes permitiram o uso de um PC para efetuar a conversão entre um CD ou um MP3 para formato ATRAC3 e uso de cabo USB para transferir músicas ao MiniDisc em um tempo muito menor do que o necessário para efetuar esta transferência com um cabo line-in.
O MZ-N10 foi disponibilizado em 2002 na comemoração de dez anos da introdução do formato MiniDisc, lançado em 1992. O material utilizado para o exterior do produto foi uma liga de magnésio e a alimentação energética é feita por bateria de íon lítio recarregável com duração de até 24 horas de reprodução ininterrupta. O MZ-N10 permitiu que as transferências do computador para o MiniDisc fossem feitas em até 64 vezes mais rápido que o tempo da música, sem considerar o tempo para re-codificação.

#### Hi-MD

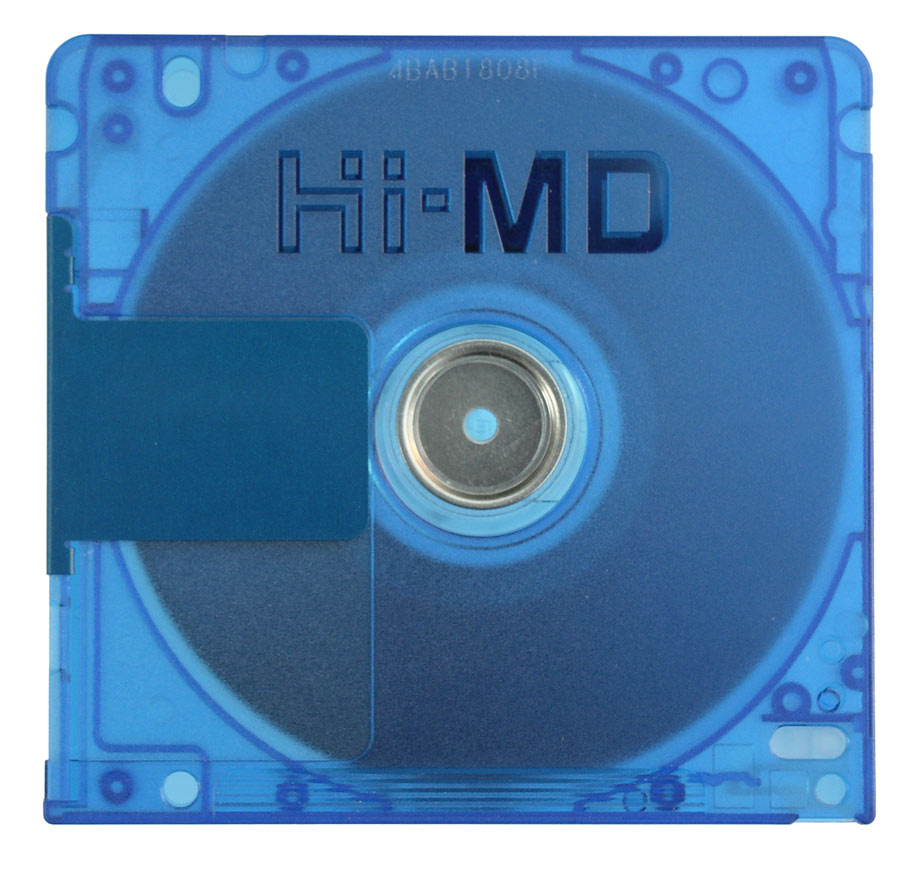
MiniDisc Hi-MD

Em 2004 a Sony introduz o formato Hi-MD. O Walkman MiniDisc Hi-MD utiliza discos Hi-MD com capacidade de armazenamento de 1GB com a mesma forma física do MiniDisc tradicional. Também aceita MiniDisc comum, o qual pode ser inicializado em modo Hi-MD para 305MB de capacidade por disco (com a habilidade adicional de armazenar áudio ou dados, como os discos Hi-MD).
Diferente do que ocorre com o NetMD, o Hi-MD permite transferências nos dois sentidos durante a sincronização com o computador. O modelo Hi-MD permite também gravação e transferência de arquivos sem perda de qualidade. Isto oferece um som semelhante ao do CD (ao contrário dos codecs ATRAC usados em MiniDiscs/NetMDs padrões).
O Walkman MiniDisc Hi-MD lançado em 2005 torna possível transferir um arquivo mp3 diretamente sem conversão para formato ATRAC. Entretanto, o SonicStage é requerido para transferência e encriptação no próprio disco. O áudio não mais pode ser transferido ao disco sem a utilização do SonicStage.

## Walkman para celulares Sony Ericsson

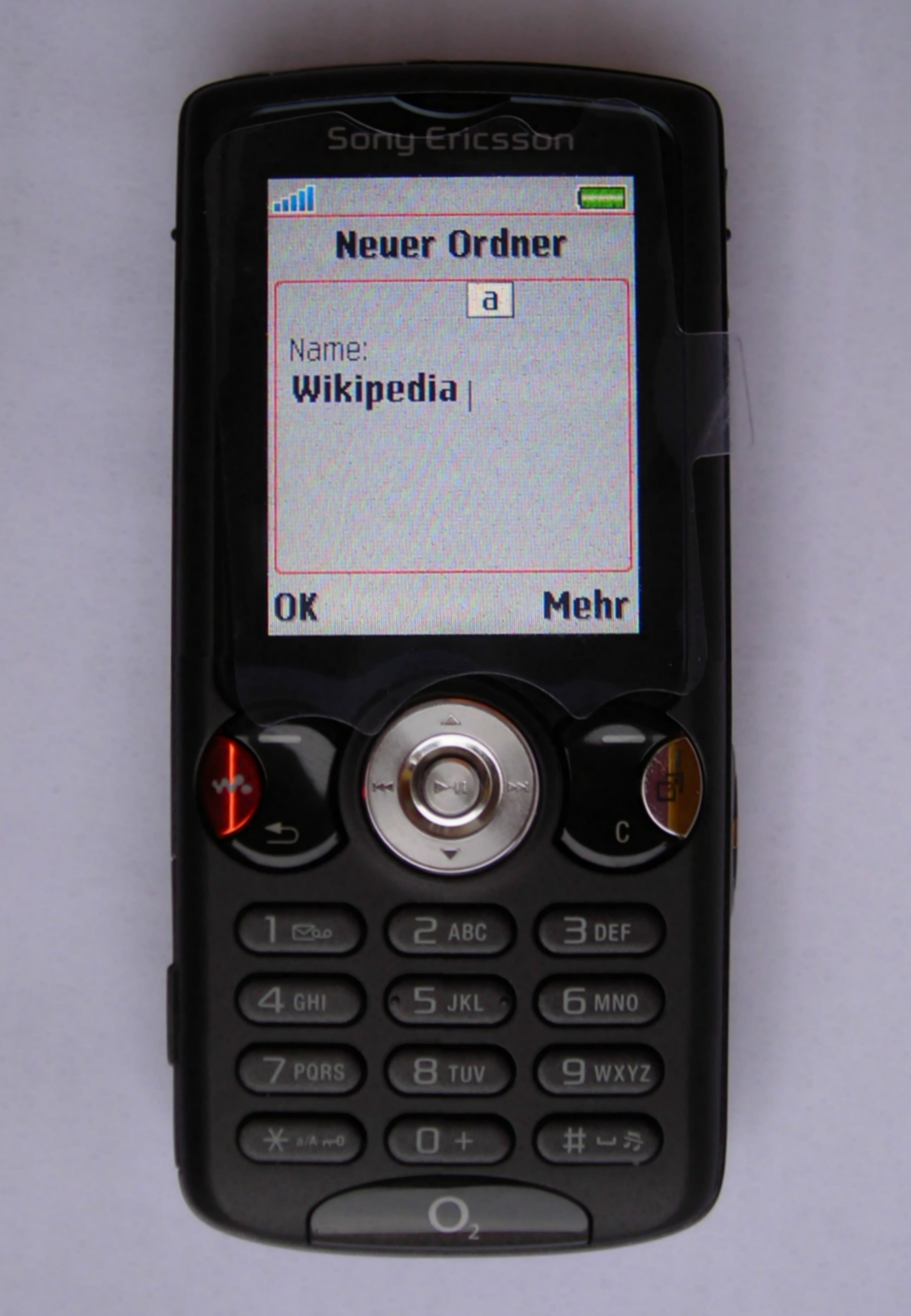
Sony Ericsson W810

Após ter perdido uma grande fatia de mercado para outras companhias, a última tentativa da Sony de reviver os leitores de áudio Walkman envolve uma série de telefones móveis centrados em música introduzidos no mercado sob a marca Sony Ericsson. Ao contrário do que é comum com os aparelhos Walkman, os celulares não suportam e não podem reproduzir formatos proprietários criados pela Sony. Os telefones Walkman suportam apenas mp3, 3gp, wma, acc, ogg.
Os modelos W800 e W550/W600 possuem uma numerosa capacidade de recursos de áudio, incluindo listas de reprodução, equalizador, suporte ao formato m4a e habilidade de operar apenas como tocador digital, com a parte telefônica do tocador desligada. Também possuem características padrões de telefones móveis, tais como câmera digital de 2 megapixels. Os modelos W550/W600 possuem 256MB de memória, enquanto o W800 inclui um Memory Stick 512MB.
O modelo W810 é a resposta para a demanda de mercado que pedia um Ericsson Walkman de cor preta. Exceto por breves mudanças de hardware e software, possui características semelhantes às do W800.
Considerado sucessor do S700, o modelo W900 possui adições às capacidades de áudio e câmera do modelo W800, além de recursos 3G de sincronização e reprodução de vídeo com a excelente qualidade de 30 quadros/segundo, um visor grande e memória interna de 470MB expansível a até 2GB. As músicas podem ser transferidas por uma variedade de fontes. Por um computador ou por conexão sem-fio.
Alegando já ter comercializado mais de três milhões de aparelhos celular Walkman, o presidente da Sony Ericsson anunciou o sexto aparelho com a marca Walkman, W950, no congresso 3GSM. O W950i é um dispositivo fino com memória flash de 4GB incluindo uma tela sensível ao toque para navegação com gêneros musicais, listas de reprodução, músicas individuais e álbuns. Foi o primeiro celular Walkman baseado em sistema SymbianOS.
Outros aparelhos da linha Ericsson-Walkman são os modelos W300, W580, W700i e W880. O sucesso dos aparelhos celulares mistos de tocadores digitais é um forte indício que os tocadores de áudio e telefones portáteis estão começando a se fundir. Outro grande indício é que outras empresas também estão lançando aparelhos celulares baseados em música, por exemplo a Nokia que lançou inclusive uma campanha chamada "A música nos conecta".
Em junho de 2007 a Sony Ericsson afirmou que mais de 26,5 milhões aparelhos Walkman foram vendidos desde setembro de 2005.

## High Resolution Walkman

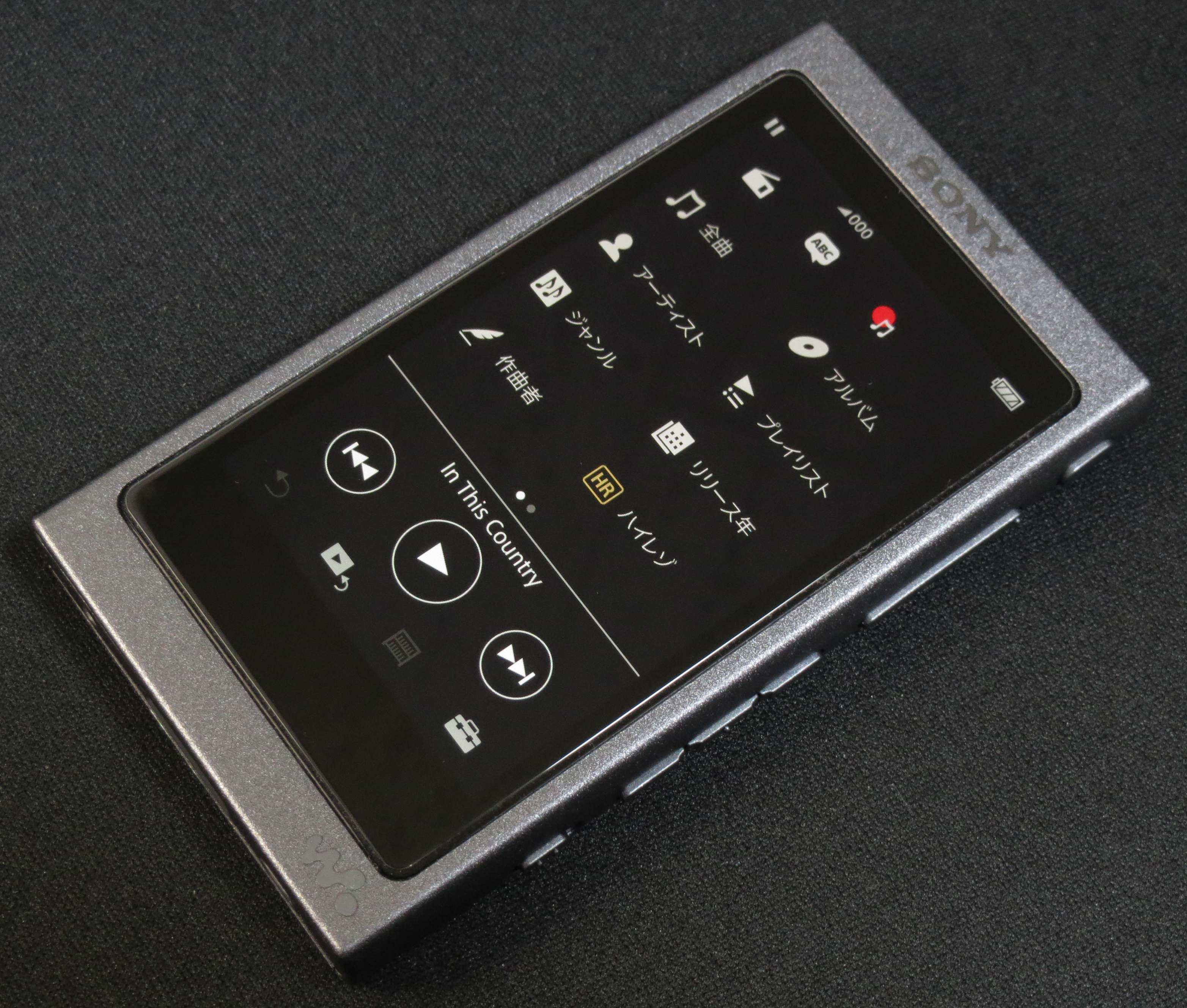
Walkman NW-A30 de 2016.

Lançada em 2014 com foco em áudio de alta resolução com Bluetooth e NFC, conta com a série A mais básica com sistema operacional proprietário da Sony e as versões mais altas com as séries ZX e WM, ambas com sistema operacional Android.